# Polónium-monoxid
A polónium-monoxid, más néven polónium(II)-oxid az interkalkogének közé tartozó kémiai vegyület, képlete PoO. Egyike a három polónium-oxidnak – a másik kettő a polónium-dioxid PoO2 és a polónium-trioxid PoO3.

## Tulajdonságai
Szilárdan fekete színű. Polónium-szulfit (PoSO3) vagy polónium-szelenit (PoSeO3) radiolízisével keletkezik.
A polónium-monoxid és rokon hidroxidja, a polónium(II)-hidroxid (Po(OH)2) levegővel vagy vízzel érintkezve gyorsan polónium(IV)-gyé oxidálódik.

## Fordítás
Ez a szócikk részben vagy egészben  a   Polonium monoxide című angol Wikipédia-szócikk ezen változatának fordításán alapul.  Az eredeti cikk szerkesztőit annak laptörténete sorolja fel. Ez a jelzés csupán a megfogalmazás eredetét és a szerzői jogokat jelzi, nem szolgál a cikkben szereplő információk forrásmegjelöléseként.